# Future Classic
Future Classic est un label indépendant et une agence de production de tournées basé à Redfern, quartier de Sydney et créé en 2004,, par Nathan McLay.

## Artistes

### Future Classic Management
- Flume
- Touch Sensitive
- What So Not
- Charles Murdoch
- Mitzi
- Panama
- Scenic
- L D R U

### Tournées internationales produites
- Mount Kimbie
- John Talabot
- Classixx
- Cashmere Cat
- Lapalux
- Shlohmo
- Bicep
- Lindstrøm
- Tiger & Woods
- Todd Terje
- Michael Mayer
- Matias Aguayo
- Isolée
- DJ Koze
- The Whitest Boy Alive
- Prins Thomas
- Aeroplane
- The Magician
- Sébastien Tellier
- Little Dragon
- Tensnake

## Discographie

### Singles, EPs et LPs[1]
| Numéro de sortie | Artiste              | Titre                                        | Remixeurs                                           |
| ---------------- | -------------------- | -------------------------------------------- | --------------------------------------------------- |
| FCL49            | Sidwho?              | I Do The Night                               | Sessions Victim, Ali Renault                        |
| FCL50            | Mitzi                | All I Heard EP                               |                                                     |
| FCL51            | Houses               | All Night                                    |                                                     |
| FCL52            | Moon Holiday         | Moon Holiday                                 |                                                     |
| FCL53            | Poolside             | Do You Believe?                              | Cosmic Kids, Jacques Renault                        |
| FCL54            | Bon Chat, Bon Rat    | Bon Chat, Bon Rat Remixed                    | xxxy, Dead Rose Music Company, Aera                 |
| FCL55            | Mario & Vidis        | Changed                                      | Jozif, John Talabot, Soul Clap, Softwar             |
| FCL56            | Mitzi                | Mitzi Remixes                                | Joakim, Kolombo, Trandients, Cassian, Softwar       |
| FCL57            | Jeremy Glenn         | Changed                                      | Alex Barck, Perseus                                 |
| FCL58            | Scenic               | Another Sky                                  | The Magician                                        |
| FCL59            | Cadillac             | Cadillac                                     |                                                     |
| FCL60            | Luke Million         | Arnold                                       |                                                     |
| FCL61            | Flight Facilities    | Foreign Language                             | Will Saul, Rocco Raimundo, Drop Out Orchestra, Beni |
| FCL62            | Convaire             | The New You                                  |                                                     |
| FCL63            | Flume                | Sleepless                                    |                                                     |
| FCL64            | New Navy             | Uluwatu EP                                   |                                                     |
| FCL65            | Softwar              | This Time Around                             |                                                     |
| FCL66            | Mitzi & Scenic       | Le Coq Sportif 1                             |                                                     |
| FCL67            | Joakim               | Labyrinth                                    | Junior Boys, Lone, Deadstock 33s                    |
| FCL69            | Flight Facilities    | With You                                     | David August, MAM, Danny Daze                       |
| FCL70            | Anna Lunoe & Friends | Real Talk                                    | DJ HMC                                              |
| FCL71            | Future Classic DJs   | Future Classic DJs Compilation               |                                                     |
| FCL72            | Flume                | Sleepless (Remixes)                          | Shlohmo, Midland                                    |
| FCL73            | Nitetime             | Jive Talk                                    |                                                     |
| FCL74            | Panama               | Magic                                        | Gavin Russom, Midnight Magic                        |
| FCL75            | Flume                | Flume                                        |                                                     |
| FCL76            | Cadillac & New Navy  | Le Coq Sportif 2                             |                                                     |
| FCL77            | Panama               | Panama EP                                    |                                                     |
| FCL78            | Tigerskin            | Try The Impossible                           |                                                     |
| FCL79            | Panama               | It's Not Over (Remixes)                      | Dave DK, Ejeca, Kölsch                              |
| FCL80            | Touch Sensitive      | Pizza Guy/Show Me                            | Lauer                                               |
| FCL81            | Mitzi                | Truly Alive                                  |                                                     |
| FCL82            | New Navy             | Regular Town                                 |                                                     |
| FCL83            | Hayden James         | Permission to Love                           | Touch Sensitive, Charles Murdoch                    |
| FCL84            | Jagwar Ma            | Howlin                                       |                                                     |
| FCL85            | Flume                | Flume: Deluxe Edition                        |                                                     |
| FCL86            | Classixx             | Hanging Gardens                              |                                                     |
| FCL87            | Scenic               | Shockwaves EP                                |                                                     |
| FCL88            | Hayden James         | Hayden James EP                              |                                                     |
| FCL89            | Flight Facilities    | I Didn't Believe                             | Tiger & Woods, Lou Teti, Light Year                 |
| FCL90            | Flight Facilities    | Clair de Lune                                | Prins Thomas, Crazy P                               |
| FCL91            | Charles Murdoch      | Weathered Straight EP                        |                                                     |
| FCL92            | Wave Racer           | Rock U Tonite / Stoopid                      |                                                     |
| FCL93            | Woolfy               | City Lights                                  | Franics Inferno Orchestra, Split Secs               |
| FCL94            | L D R U              | The Tropics                                  |                                                     |
| FCL95            | 123MRK               | Versatile / Secret Secret                    |                                                     |
| FCL96            | Bodhi                | Imperfection/No More                         | Charles Murdoch, James Welsh, Vestalus              |
| FCL97            | Flume & Chet Faker   | Lockjaw EP                                   |                                                     |
| FCL98            | Panama               | Always EP                                    | Classixx, Wave Racer, Cosmo's Midnight              |
| FCL99            | Chrome Sparks        | Sparks EP                                    |                                                     |
| FCL100A          | Seekae               | Another                                      |                                                     |
| FCL101           | Baio                 | Mira EP                                      |                                                     |
| FCL102           | Flight Facilities    | Stand Still - Single                         | Mario Basanov, Wave Racer, Com Truise               |
| FCL103           | Roosevelt            | Elliot EP                                    |                                                     |
| FCL104           | Chrome Sparks        | Lookin At Me - Single                        |                                                     |
| FCL105           | Chet Faker           | Melt feat. Kilo Kish                         |                                                     |
| FCL107           | Chet Faker           | Built on Glass                               |                                                     |
| FCL110           | Seekae               | +Dome / The Sound of Trees Falling on People |                                                     |
| FCL111           | Touch Sensitive      | Slowments                                    |                                                     |
| FCL112           | Wave Racer           | Streamers                                    |                                                     |
| FCL113           | Various              | Future Classic Best of 2013                  |                                                     |
| FCL114           | Cashmere Cat         | Wedding Bells EP                             |                                                     |
| FCL115           | Scenic               | Ride The Thrill                              |                                                     |
| FCL117           | L D R U & Yahtzel    | The Only One                                 |                                                     |